# Baran Aksaka
Özgür Baran Aksaka (* 29. Januar 2003 in Çerkezköy) ist ein türkischer Fußballspieler. Er spielt seit der Saison 2022/23 für Galatasaray Istanbul. Neben der türkischen besitzt Aksaka die bulgarische Staatsangehörigkeit.

## Karriere
Aksaka kam 2013 mit zehn Jahren in die Jugend von Galatasaray Istanbul. In der Saison 2021/22 gewann er mit seinen Teamkollegen die U19-Meisterschaft. Im darauffolgenden Sommer wurde der Mittelfeldspieler von Trainer Okan Buruk zur Saisonvorbereitung in die erste Mannschaft berufen. Das erste Pflichtspiel für die Gelb-Roten absolvierte Aksaka am 19. Oktober 2022 gegen Kastamonuspor in der 3. Runde des türkischen Pokals. Sein Debüt in der Süper Lig machte Aksaka am 4. Januar 2023 gegen MKE Ankaragücü. Er wurde in der Nachspielzeit für Barış Alper Yılmaz eingewechselt.

## Erfolg
Mit Galatasaray Istanbul
- Türkischer Meister: 2023